# 原始民主制
原始民主制（げんしみんしゅせい、英語：primitive democracy）は、古代メソポタミアにおけるシュメール人都市国家の政体を説明する政体論の1つ。アメリカの学者ソーキルド・ジェイコブセンによって提唱され、研究者の間に大きな議論を巻き起こした。しかし、神話や叙事詩の「解釈」を主要な論拠とした彼の理論構築には批判も強く、現在では彼の提唱したような原始民主制をそのまま提唱する学者はあまりいないが、シュメール研究史上重要な論説として触れられる機会は今なお多い。

## 概要
ジェイコブセンはシカゴ大学東洋学研究所に長く勤めた古代メソポタミアの研究者である。彼は1943年に "Primitive Democracy in Ancient Mesopotamia" と題する論文を発表し、その中で初期メソポタミア社会に、「原始民主制」と呼びうる政体が存在していたという仮説を提示した。そしてさらに1957年、この理論に基づいてシュメール初期王朝時代における政治形態の発展を説明した論文 "Early Political Development in Mesopotamia" を発表した。この論文は発表後その是非を巡って議論が巻き起こった。この論文の中でジェイコブセンは神話の創作者達が全く未経験のことを、そして聞き手が全く知りえない社会を描くことが出来たと考えるのは難しく、更に民族の神話は通常、彼らの伝統の最古層を構成するものであるとして神話の物語に現れる政治的パターンの原型がメソポタミアにかつて存在していたと論じた。そしてこれが後により発達した政治形態に発達したと主張したのである。

## 骨子
彼の主張によれば、神話に現れるメソポタミアの最初期の政治体制（原始民主制）では、究極の権威、主権はウンキン（Unkin）と呼ばれる市民集会に属した。この集会は一人の指導者によって指揮され、集会の決定は構成員による賛成意思表示（ヘアム he am 「そうしておけ!」）によってなされ、7人のより少数のグループの承認を経て正式の法となった。特に「年長者達」の意見が集会では重きをなした。
こうした集会は共同体に危機が及んだ時に召集され、二つの主要な目的を果たした。まずこの集会によって参加者の持つ経験と意見を集約することができたのであり、そして決定事項を参加者に強制する機能を果たした。集会が召集されるような典型的な危機とは、個々人による重大犯罪が犯された場合や、行政的な危機の場合、そして戦争であった。こうした時に集会は法廷としての機能を果たし、行政上の問題を解決する「主人」（エン En）を選出した。戦争に際してはより強大な指導者である「王」（ルガル Lugal）が高貴な身分の若者から選出されて戦争指揮に当たった。
こうした「主人」や「王」は有事の際に強大な権力が与えられて共同体を指揮するが、危機が去った時には彼の役目は終わって共同体を結束させていた集会の強制力も消滅する。そして共同体はより小さな単位である家族、大家族、所領、村落などに帰る。
そしてこうした集会が行われた場所はニップル市である。ニップル市こそはシュメール（そしてアッカド）における最高神エンリルの都市であった。後世のメソポタミアの君主達がニップル市のエンリル神によって召集された神々によって王権を授けられ国土の統治権を認められたとするイデオロギーを持っていたこと。そして王の支配権が失われた理由をやはりエンリル神を中心とした神々の意志であるとしたのは、まさに原始民主制の段階においてニップル市で行われた集会によって「主人」や「王」が任命され、罷免されていた証拠である。
政治単位としてのシュメールを表す語として唯一知られているシュメール語、ケンギル（キエンギル）は元来ニップル市自体を現す語であり、原始民主制の形態化にあるシュメール全体をまとめていた推定上の組織は「ケンギル同盟」と呼ぶべきものであった。これはその緩やかな纏まりの故に、国家（state または nation）とは呼び得ないものであった。
このケンギル同盟が現実に存在していた期間は不明瞭だが、ニップル市が大都市として現れるのがシュメール初期王朝時代の初期であることから、その時期にこのような政体が存在したと考えられる。しかし一時的に強大な権力を与えられた「主人」、「王」は、当然の帰結として一度手に入れた権力を永久の物として確保しようとするようになった。この結果、一時的な指導者はやがて永続的な王となってより発展的な政治形態である「原始王制」（primitive monarchy）へと移行したのである。
ジェイコブセンは以上のような論説を持って、シュメールの専制王権が当初より存在したものではないことを主張し、原始民主制の存在を想定した。この原始民主制的都市国家で次第に「主人」（エン En）、「王」（ルガル Lugal）の地位の恒久化が進み原始王政的国家を生み出したこと。それがさらに領域国家となり、遂に全メソポタミアを統一するアッカド帝国（原始帝国）を経てウル第3王朝の段階へと発展していくという過程を主張したのである。

## 原始民主制論の特徴
原始民主制論以前に、シュメールの社会、政治を説明する理論として神殿都市論が存在した。これは、都市国家の国土と住民は都市の主神による所有物とみなされ、神の代理人たる神官（エン En）が神の名のもとに行政を司った。やがて共同体的な神殿経済が私的経済に置き換わっていき、神殿の外に「王宮」を持つ「王」が現れたとするものである。また、マルクス主義的な観点から、シュメールにおける専制王権の成立を都市周辺の水利、人口灌漑の必要性から王権が発達したとする説も存在した。
これらと比較して、原始民主制論は王権成立における王権の自立性と、危機への対応という世俗的、軍事的要因に着目した点が特徴とされる。更に方法論的な特徴として、古代メソポタミア時代の神話や叙事詩に対する解釈を理論構築の主材料としている点が上げられる。

## 批判と評価
上記のような理論は当時の通説を覆すものであり、学会に大きな議論を投げかけた。しかし彼の取った手法、即ち神話と叙事詩の解釈を主材料とするという手法は、学問的見地から多くの批判が巻き起こった。日本の学者では前川和也などがこれを指摘している。
例えば、上述した主権を持つ集会（ウンキン Unkin）の意思決定手続きの説明を、ジェイコブセンは以下のような論拠によっている。集会を指揮する一人の指導者とは、通常神話内で神々の集会を取り仕切る天空神たるアン神の存在から想定されたものである。そして集会の決定を承認する7人の小グループとは、神話内における「7人の立法の神々」（Dingir nam tar a(k) inim anene）からその存在を導き出している。
また、ニップル市において戦争指導者が集会によって選出されたとし、その論拠として創世神話『エヌマ・エリシュ』があげられている。この神話内において、マルドゥク神が神々の集会で指導者としての地位を認められ、神々と敵対し魔獣を生み出した女神ティアマトと戦ったという説話が展開されることが、ジェイコブセンの主張の重要な証拠となっているのである。しかし、この神話はマルドゥク神による秩序の確立（即ちバビロンによる統治の正統性）を示すためにバビロンの宮廷で神官が朗唱したものであり、それが現在知られる形に纏められていく年代はシュメール初期王朝時代よりも遥か1000年以上後のカッシート時代のことである。
以上のように、神話や叙事詩を主材料としたジェイコブセンの原始民主制という仮説には、学問的見地から重大な問題があることが指摘されているのである。このために原始民主制論は、現在ではそのままこれを採用する研究者はあまり存在しない。
しかし、上記のような重大な欠陥にもかかわらず、このジェイコブセンの仮説は研究史上重要な論説として今日でも度々触れられる。それは、原始民主制論が多くの批判に晒されながらも、これをきっかけとした後発の研究をいくつも生み出したことによる。ジェイコブセンのこの仮説は、長期間にわたって学会で認められていた神殿都市論などへの重要な批判を提供することが出来た点で重要である。軍事指導者の機能拡大が王権の成立に繋がったとするこの説は、神殿都市論の描く宗教性の強いシュメール社会像とは異なり、シュメール社会を「世俗的発展」の論理で把握しようとした視点によっている。この視点はシュメール研究において重要な意味を持っていると評価されている。

## 注
1. ↑  以下、この節のシュメール語に対する訳語は全て前川和也の訳語によっている。ただし、カタカナ音訳は読みやすさを考慮してアルファベット転写から類推したものであって、発音の正確さを保障されたものではない。
2. ↑  佐藤進は原始民主制に強い共感を示した重要な学者としてソビエト連邦（当時）の学者ディヤコノフをあげている。
3. ↑  ここで述べた批判、評価は、基本的に参考文献「メソポタミアにおける初期の政治発展｣『西洋古代史論集 I』に掲載されている前川和也の解説に拠っている。前川和也は、この説（が掲載された論文）について、重大な諸欠陥と魅力ある視角とかともに内包されているとし、この長所と短所とをよく峻別する必要があると評している。